# NGC 1568-1
NGC 1568-1 is een spiraalvormig sterrenstelsel in het sterrenbeeld Eridanus. Het hemelobject werd op 2 oktober 1886 ontdekt door de Amerikaanse astronoom Lewis A. Swift. Het sterrenstelsel bevindt zich dicht bij NGC 1568-2.

## Synoniemen
- PGC 15034
- UGC 3031
- MCG 0-12-26
- ZWG 393.16
- VV 809, 2ZW 10